# Kakouchaki
Kakouchaki (od kakou = porcupine; Dikobrazov narod), maleno pleme iz skupine Montagnaisa koje je nekada živjelo uz jezero St. John na Labradoru, Quebec. Poznati su po jezuitskim izvještajima iz 17. stoljeća, koji kažu da su dosta stradali u ratovima s Irokezima dok nije potpisan mirovni ugovor 1666.
Jezero St. Johns na kojem su živjeli bilo je značajno trgovačko središte za dvadesetak plemena između Hudson Baya i rijeke St. Lawrence. Ostali nazivi za njih su Kacouchakhi, Kak8azakhi, Kakouchac, Kakouchakhi, Kakouchaki (Champlain), Nation des Porc epics (fr. oblik u značenju Dikobrazov narod), Nation of the Porcupine, Porcupine Tribe.